# Charaxes phoebus
Charaxes phoebus är en fjärilsart som beskrevs av Butler 1865. Charaxes phoebus ingår i släktet Charaxes och familjen praktfjärilar. IUCN kategoriserar arten globalt som livskraftig. Inga underarter finns listade i Catalogue of Life.

## Bildgalleri

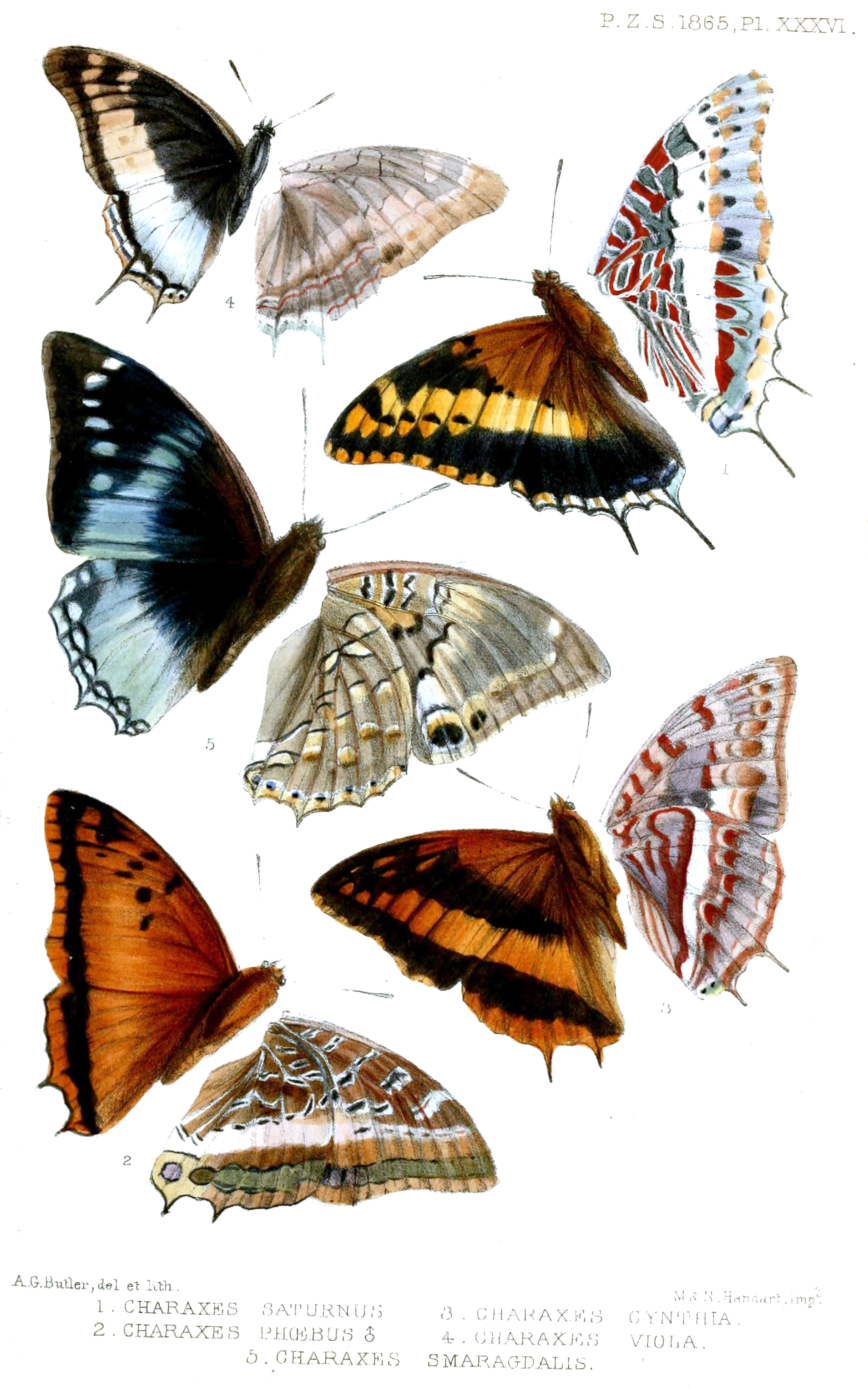